# دیدارهای فوتبال ایران و بلغارستان
تیم‌های ملی فوتبال ایران و بلغارستان  تاکنون ۲ بار در مقابل یکدیگر قرار گرفته‌اند که حاصل این بازی، یک برد برای ایران و یک تساوی بوده‌است.
جمعاً ۳ گل به ثمر رسیده‌است که سهم تیم ایران ۲ گل و سهم تیم بلغارستان ۱ گل می‌باشد.

## نخستین بازی
دو تیم ایران و بلغارستان در تاریخ ۶ اردیبهشت ۱۳۵۷ در دیداری دوستانه  برای نخستین بار به مصاف هم رفتند.

## بررسی کلی بازی‌ها
| بردهای ایران     | ۱ بازی |                 | گل‌های ایران | ۲ گل                             |        | بازی‌های برگزار شده در ایران | ۱ بازی |
| مساوی            | ۱ بازی | گل‌های بلغارستان | ۱ گل        | بازی‌های برگزار شده در کشور بی‌طرف | ۰ بازی |                             |        |
| بردهای بلغارستان | ۰ بازی |                 |             | بازی‌های برگزار شده در بلغارستان  | ۱ بازی |                             |        |
| مجموع بازی‌ها     | ۲ بازی | مجموع گل‌ها      | ۳ گل        | مجموع بازی‌ها                     | ۲ بازی |                             |        |

## عنوان بازی‌ها
| #   | عنوان بازی | تعداد بازی | برد ایران | برد بلغارستان | مساوی |
| --- | ---------- | ---------- | --------- | ------------- | ----- |
| ۱   | دوستانه    | ۲          | ۱         | ۰             | ۱     |
| ۲   | المپیک     | ۰          | ۰         | ۰             | ۰     |
| ۳   | جام جهانی  | ۰          | ۰         | ۰             | ۰     |
| جمع | جمع        | ۲          | ۱         | ۰             | ۱     |

## میزبان و میهمان
| بازیهایی که در ایران برگزار شده است       | بازیهایی که در ایران برگزار شده است | بازیهایی که در ایران برگزار شده است | بازیهایی که در ایران برگزار شده است |
| تیم                                       | برد                                 | مساوی                               | باخت                                |
| ----------------------------------------- | ----------------------------------- | ----------------------------------- | ----------------------------------- |
| ایران                                     | ۰                                   | ۱                                   | ۰                                   |
| بلغارستان                                 | ۰                                   | ۱                                   | ۰                                   |
| بازیهایی که در بلغارستان برگزار شده است   |                                     |                                     |                                     |
| تیم                                       | برد                                 | مساوی                               | باخت                                |
| ایران                                     | ۱                                   | ۰                                   | ۰                                   |
| بلغارستان                                 | ۰                                   | ۰                                   | ۱                                   |
| بازیهایی که در کشوری بی‌طرف برگزار شده است |                                     |                                     |                                     |
| تیم                                       | برد                                 | مساوی                               | باخت                                |
| ایران                                     | ۰                                   | ۰                                   | ۰                                   |
| بلغارستان                                 | ۰                                   | ۰                                   | ۰                                   |

## فهرست کلی بازی‌ها
| # | تاریخ      | نتیجه بازی            | ورزشگاه / شهر                | عنوان بازیها | گلزنان                    |
| - | ---------- | --------------------- | ---------------------------- | ------------ | ------------------------- |
| ۲ | ۱۴۰۲/۰۶/۱۶ | بلغارستان ۰ - ۱ ایران | ورزشگاه هریستو بوتف، پلوودیف | دوستانه      | محبی (۱۴)                 |
| ۱ | ۱۳۵۷/۰۲/۰۶ | ایران ۱ - ۱ بلغارستان | ورزشگاه آزادی، تهران         | دوستانه      | پروین (۱۱) * سوکولوف (۳۸) |

## گلزنان

### گلزنان تیم ملی ایران
- پروین ـ محبی

### گلزنان تیم ملی بلغارستان
- سوکولوف